# L'exorcisme de Georgetown
L'exorcisme de Georgetown (títol original en anglès, The Exorcism) és una pel·lícula de terror sobrenatural nord-americana del 2024 protagonitzada per Russell Crowe com a Anthony Miller. És dirigida per Joshua John Miller, a partir d'un guió que va coescriure amb M. A. Fortin. La pel·lícula també és protagonitzada per Sam Worthington, Chloe Bailey, Adam Goldberg, Adrian Pasdar i David Hyde Pierce. Ha estat subtitulada al català.
Vertical va estrenar L'exorcisme de Georgetown als cinemes dels Estats Units el 21 de juny de 2024 i a les plataformes digitals el 9 de juliol de 2024. Va rebre crítiques diverses de la crítica i va recaptar 12,6 milions de dòlars a tot el món.

## Repartiment
- Russell Crowe com a Anthony Miller
- Ryan Simpkins com a Lee Miller
- Sam Worthington com a Joe
- Chloe Bailey com a Blake Holloway
- Adam Goldberg com a Peter
- Adrian Pasdar com a Tom
- David Hyde Pierce com el pare Conor
- Tracey Bonner com a Regina
- Marcenae Lynette com a Monica
- Joshua John Miller com a FX guy
- Samantha Mathis com a Jennifer Simon

## Producció
L'octubre de 2019, es va anunciar que Russell Crowe s'havia unit al repartiment de la pel·lícula, llavors titulada The Georgetown Project, amb Joshua John Miller dirigint a partir d'un guió que va escriure amb M. A. Fortin. Miramax havia de produir la pel·lícula. El novembre de 2019, Ryan Simpkins, Chloe Bailey, Sam Worthington, David Hyde Pierce, Tracey Bonner, Samantha Mathis, Adrian Pasdar i Adam Goldberg es van unir al repartiment.
El rodatge va començar a Wilmington, Carolina del Nord, el novembre de 2019 i va acabar al desembre. El rodatge addicional es va retardar a causa del COVID-19 i no es va dur a terme fins al 2023 a la ciutat de Nova York, Los Angeles i Austràlia. La postproducció no va acabar fins al gener de 2024. A l'abril de 2024, la pel·lícula havia estat retitulada The Exorcism.